# Tätowierung
Tätowierung is een Duitse speelfilm uit 1967 van regisseur Johannes Schaaf. De film werd geproduceerd door Rob Houwer. Voor Schaaf was dit zijn eerste bioscoopfilm.
De bioscooppremière vond plaats op 27 juni 1967. Tevens werd de film datzelfde jaar vertoond op het Berlijns filmfestival. In 1968 werd de film door de Deutscher Filmpreis bekroond met de Filmband in Gold voor beste speelfilm, beste regie en beste bijrol.
In Tätowierung wordt een tijdsbeeld getoond van de jongerencultuur in de jaren 60, tegen een achtergrond van het naoorlogse West-Berlijn met de Muur. De volwassenen worden neergezet als clichématige personen, terwijl de film de belevingswereld van de jongeren nauwgezet weergeeft.

## Verhaal
De 16-jarige Benno (gespeeld door Christof Wackernagel) woont in een opvanghuis in West-Berlijn. Hij wordt geadopteerd door het fabrikantenechtpaar Lohmann. Benno steelt, maakt schulden en hopt van het ene naar het andere baantje. Zijn adoptie-ouders doen hun best om hem te begrijpen, maar de onderlinge verschillen zorgen voor spanningen. Dit loopt uiteindelijk uit de hand en Benno schiet zijn adoptievader dood.